# Teril·le
Teril·le (en llatí Terillus, en grec antic Τήριλλος) fill de Crínip, fou tirà d'Hímera a Sicília fins a l'any 480 aC.
No se sap com va pujar al poder ni la duració ni els esdeveniments del seu govern. Per fets posteriors se sap que va tractar de reforçar el seu poder donant a la seva filla Cidipe en matrimoni a Anàxiles, governant de Rhègion i d'altra banda mantenia relacions cordials amb el general cartaginès Hamílcar.
Quan va ser expulsat d'Hímera per Teró d'Agrigent va demanar ajut als cartaginesos per recuperar el poder, i el seu gendre Anàxiles també li va donar suport i va donar al seu propi fill com a ostatge als cartaginesos en garantia de la fidelitat de Teril·le. Els cartaginesos van decidir restaurar-lo en el poder i amb aquesta excusa, estendre el seu poder per l'illa. L'expulsió de Teril·le va ser doncs la causa immediata de l'expedició d'Hamílcar que va acabar amb la gran batalla d'Hímera l'any 480 aC.
De la sort del tirà després de la derrota dels seus aliats no se'n sap res.